# Piesek z kiwającą się głową

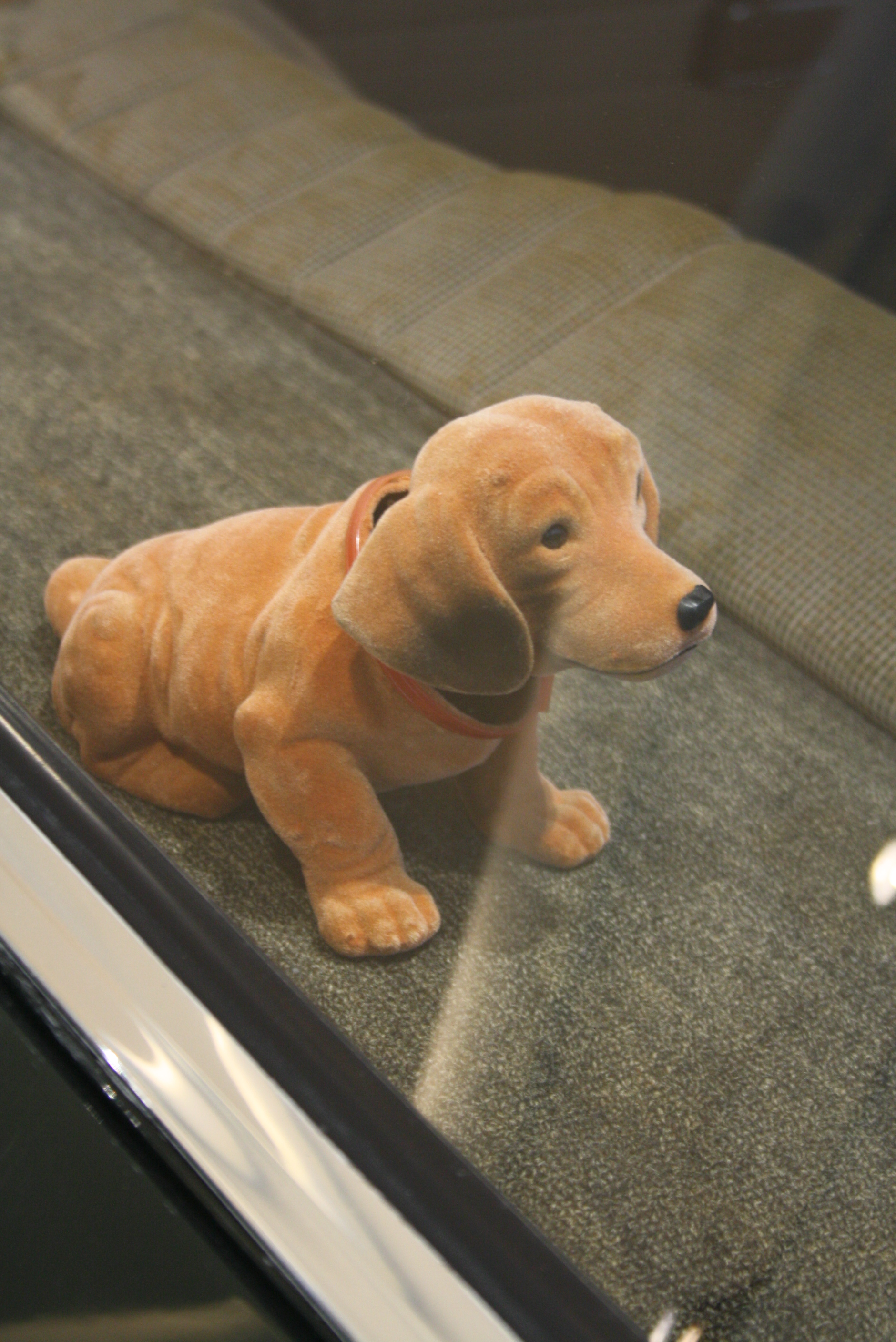
Piesek z kiwającą się głową w samochodzie

Piesek z kiwającą się głową, piesek kiwający głową – figurka przedstawiająca psa, którego głowa kiwa się podczas drgań. Popularna ozdoba w samochodach.
Figurka została wprowadzona na rynek w 1965 roku przez niemiecką firmę Rakso, przedstawiała psa rasy jamnik i została nazwana Wackeldackel (niem. wackeln „kiwać się” i Dackel „jamnik”). Jej projektantem był Wolfgang Budwell z Bielefeld. Piesek z kiwającą się głową zdobył popularność jako ozdoba ustawiana na desce rozdzielczej lub tylnej półce samochodu – drgania podczas jazdy powodowały, że jego głowa kiwała się na różne strony. W Polsce szczyt popularności przeżywał w latach 80. XX wieku.